# Lista över fornlämningar i Ulricehamns kommun (Dalum)
Lista över fornlämningar i Ulricehamns kommun (Dalum) är en förteckning av ett urval av de fornlämningar som finns i Dalum i Ulricehamns kommun.
| Namn                    | Lämningstyp                 | Tillkomsttid | Historisk indelning  | Plats | Läge                 | ID-nr          | Bild                                      |
| ----------------------- | --------------------------- | ------------ | -------------------- | ----- | -------------------- | -------------- | ----------------------------------------- |
| Dalum 1:1               | Stensättning                |              | Dalum, Västergötland |       | 57.897695, 13.517744 | 10164900010001 | Ladda upp en bild av detta fornminne      |
| Dalum 1:2               | Stensättning                |              | Dalum, Västergötland |       | 57.897873, 13.517740 | 10164900010002 | Ladda upp en bild av detta fornminne      |
| Dalum 1:3               | Stensättning                |              | Dalum, Västergötland |       | 57.897986, 13.517549 | 10164900010003 | Ladda upp en bild av detta fornminne      |
| Dalum 2:1               | Stensättning                |              | Dalum, Västergötland |       | 57.899043, 13.516321 | 10164900020001 | Ladda upp en bild av detta fornminne      |
| Dalum 2:2               | Stensättning                |              | Dalum, Västergötland |       | 57.899124, 13.516057 | 10164900020002 | Ladda upp en bild av detta fornminne      |
| Dalum 3:1               | Röse                        |              | Dalum, Västergötland |       | 57.899678, 13.515043 | 10164900030001 | Ladda upp en bild av detta fornminne      |
| Dalum 3:2               | Stensättning                |              | Dalum, Västergötland |       | 57.899909, 13.515061 | 10164900030002 | Ladda upp en bild av detta fornminne      |
| Dalum 4:1               | Hällristning                |              | Dalum, Västergötland |       | 57.902333, 13.515976 | 10164900040001 | Ladda upp en bild av detta fornminne      |
| Dalum 6:1               | Gravfält                    |              | Dalum, Västergötland |       | 57.899760, 13.506175 | 10164900060001 | Ladda upp en bild av detta fornminne      |
| Dalum 7:1               | Stensättning                |              | Dalum, Västergötland |       | 57.898579, 13.503099 | 10164900070001 | Ladda upp en bild av detta fornminne      |
| Dalum 8:1               | Stensättning                |              | Dalum, Västergötland |       | 57.898293, 13.501979 | 10164900080001 | Ladda upp en bild av detta fornminne      |
| Dalum 10:1              | Runristning                 |              | Dalum, Västergötland |       | 57.899584, 13.478499 | 10164900100001 | Ladda upp en till bild av detta fornminne |
| Dalum 10:2              | Runristning                 |              | Dalum, Västergötland |       | 57.899559, 13.478356 | 10164900100002 | Ladda upp en till bild av detta fornminne |
| Dalum 11:1              | Hög                         |              | Dalum, Västergötland |       | 57.904160, 13.478932 | 10164900110001 | Ladda upp en bild av detta fornminne      |
| Dalum 11:2              | Stensättning                |              | Dalum, Västergötland |       | 57.904308, 13.478818 | 10164900110002 | Ladda upp en bild av detta fornminne      |
| Dalum 11:3              | Stensättning                |              | Dalum, Västergötland |       | 57.904197, 13.479134 | 10164900110003 | Ladda upp en bild av detta fornminne      |
| Dalum 11:4              | Stensättning                |              | Dalum, Västergötland |       | 57.904211, 13.479346 | 10164900110004 | Ladda upp en bild av detta fornminne      |
| Dalum 11:5              | Hällristning                |              | Dalum, Västergötland |       | 57.904072, 13.479556 | 10164900110005 | Ladda upp en bild av detta fornminne      |
| Dalum 11:6              | Hällristning                |              | Dalum, Västergötland |       | 57.904121, 13.479866 | 10164900110006 | Ladda upp en bild av detta fornminne      |
| Dalum 12:1              | Hög                         |              | Dalum, Västergötland |       | 57.904741, 13.483933 | 10164900120001 | Ladda upp en bild av detta fornminne      |
| Isakarör (Dalum 13:1)   | Röse                        |              | Dalum, Västergötland |       | 57.904526, 13.486353 | 10164900130001 | Ladda upp en bild av detta fornminne      |
| Isakarör (Dalum 13:2)   | Grav markerad av sten/block |              | Dalum, Västergötland |       | 57.904953, 13.486649 | 10164900130002 | Ladda upp en bild av detta fornminne      |
| Dalum 14:1              | Röse                        |              | Dalum, Västergötland |       | 57.906252, 13.484888 | 10164900140001 | Ladda upp en bild av detta fornminne      |
| Dalum 14:2              | Hög                         |              | Dalum, Västergötland |       | 57.906358, 13.485225 | 10164900140002 | Ladda upp en bild av detta fornminne      |
| Dalum 17:1              | Stensättning                |              | Dalum, Västergötland |       | 57.896534, 13.456621 | 10164900170001 | Ladda upp en bild av detta fornminne      |
| Dalum 17:2              | Stensättning                |              | Dalum, Västergötland |       | 57.896581, 13.456796 | 10164900170002 | Ladda upp en bild av detta fornminne      |
| Dalum 17:3              | Stensättning                |              | Dalum, Västergötland |       | 57.896689, 13.456804 | 10164900170003 | Ladda upp en bild av detta fornminne      |
| Dalum 18:1              | Gravfält                    |              | Dalum, Västergötland |       | 57.894323, 13.452236 | 10164900180001 | Ladda upp en bild av detta fornminne      |
| Dalum 19:1              | Stensättning                |              | Dalum, Västergötland |       | 57.912036, 13.459887 | 10164900190001 | Ladda upp en bild av detta fornminne      |
| Dalum 20:1              | Gravfält                    |              | Dalum, Västergötland |       | 57.910857, 13.456556 | 10164900200001 | Ladda upp en bild av detta fornminne      |
| Dalum 22:1              | Stensättning                |              | Dalum, Västergötland |       | 57.879671, 13.411969 | 10164900220001 | Ladda upp en bild av detta fornminne      |
| Dalum 23:1              | Gravfält                    |              | Dalum, Västergötland |       | 57.880676, 13.416585 | 10164900230001 | Ladda upp en bild av detta fornminne      |
| Höga röret (Dalum 27:1) | Röse                        |              | Dalum, Västergötland |       | 57.889088, 13.418088 | 10164900270001 | Ladda upp en bild av detta fornminne      |
| Dalum 29:1              | Stenkammargrav              |              | Dalum, Västergötland |       | 57.902277, 13.434887 | 10164900290001 | Ladda upp en bild av detta fornminne      |
| Dalum 29:2              | Hällristning                |              | Dalum, Västergötland |       | 57.902277, 13.434887 | 10164900290002 | Ladda upp en bild av detta fornminne      |
| Dalum 29:3              | Hällristning                |              | Dalum, Västergötland |       | 57.902502, 13.435475 | 10164900290003 | Ladda upp en bild av detta fornminne      |
| Dalum 29:4              | Hällristning                |              | Dalum, Västergötland |       | 57.902454, 13.435638 | 10164900290004 | Ladda upp en bild av detta fornminne      |
| Dalum 30:1              | Röse                        |              | Dalum, Västergötland |       | 57.900552, 13.432202 | 10164900300001 | Ladda upp en bild av detta fornminne      |
| Dalum 31:1              | Röse                        |              | Dalum, Västergötland |       | 57.898757, 13.431675 | 10164900310001 | Ladda upp en bild av detta fornminne      |
| Dalum 32:1              | Stensättning                |              | Dalum, Västergötland |       | 57.895596, 13.429368 | 10164900320001 | Ladda upp en bild av detta fornminne      |
| Dalum 33:1              | Stensättning                |              | Dalum, Västergötland |       | 57.894840, 13.429323 | 10164900330001 | Ladda upp en bild av detta fornminne      |
| Dalum 34:1              | Stensättning                |              | Dalum, Västergötland |       | 57.895511, 13.431445 | 10164900340001 | Ladda upp en bild av detta fornminne      |
| Dalum 34:2              | Stensättning                |              | Dalum, Västergötland |       | 57.895707, 13.431409 | 10164900340002 | Ladda upp en bild av detta fornminne      |
| Dalum 35:1              | Stensättning                |              | Dalum, Västergötland |       | 57.894646, 13.434336 | 10164900350001 | Ladda upp en bild av detta fornminne      |
| Dalum 36:1              | Röse                        |              | Dalum, Västergötland |       | 57.893105, 13.437370 | 10164900360001 | Ladda upp en bild av detta fornminne      |
| Dalum 36:2              | Stensättning                |              | Dalum, Västergötland |       | 57.893247, 13.437388 | 10164900360002 | Ladda upp en bild av detta fornminne      |
| Dalum 36:3              | Stensättning                |              | Dalum, Västergötland |       | 57.893391, 13.437599 | 10164900360003 | Ladda upp en bild av detta fornminne      |
| Dalum 37:1              | Stensättning                |              | Dalum, Västergötland |       | 57.898259, 13.438444 | 10164900370001 | Ladda upp en bild av detta fornminne      |
| Dalum 38:1              | Stensättning                |              | Dalum, Västergötland |       | 57.900616, 13.444941 | 10164900380001 | Ladda upp en bild av detta fornminne      |
| Dalum 39:1              | Stensättning                |              | Dalum, Västergötland |       | 57.889511, 13.433200 | 10164900390001 | Ladda upp en bild av detta fornminne      |
| Dalum 39:2              | Stensättning                |              | Dalum, Västergötland |       | 57.889430, 13.433015 | 10164900390002 | Ladda upp en bild av detta fornminne      |
| Dalum 39:3              | Stensättning                |              | Dalum, Västergötland |       | 57.889517, 13.433648 | 10164900390003 | Ladda upp en bild av detta fornminne      |
| Dalum 39:4              | Stensättning                |              | Dalum, Västergötland |       | 57.889583, 13.433791 | 10164900390004 | Ladda upp en bild av detta fornminne      |
| Dalum 42:1              | Stensättning                |              | Dalum, Västergötland |       | 57.901418, 13.452702 | 10164900420001 | Ladda upp en bild av detta fornminne      |
| Dalum 43:1              | Stensättning                |              | Dalum, Västergötland |       | 57.900731, 13.452488 | 10164900430001 | Ladda upp en bild av detta fornminne      |
| Dalum 43:2              | Stensättning                |              | Dalum, Västergötland |       | 57.900863, 13.452545 | 10164900430002 | Ladda upp en bild av detta fornminne      |
| Dalum 44:1              | Stensättning                |              | Dalum, Västergötland |       | 57.901346, 13.455823 | 10164900440001 | Ladda upp en bild av detta fornminne      |
| Dalum 44:2              | Stensättning                |              | Dalum, Västergötland |       | 57.901396, 13.455493 | 10164900440002 | Ladda upp en bild av detta fornminne      |
| Dalum 45:1              | Stensättning                |              | Dalum, Västergötland |       | 57.895353, 13.474870 | 10164900450001 | Ladda upp en bild av detta fornminne      |
| Dalum 45:2              | Stensättning                |              | Dalum, Västergötland |       | 57.895219, 13.474888 | 10164900450002 | Ladda upp en bild av detta fornminne      |
| Dalum 45:3              | Stensättning                |              | Dalum, Västergötland |       | 57.894955, 13.474636 | 10164900450003 | Ladda upp en bild av detta fornminne      |
| Dalum 46:1              | Gravfält                    |              | Dalum, Västergötland |       | 57.895495, 13.474135 | 10164900460001 | Ladda upp en bild av detta fornminne      |
| Dalum 47:1              | Hög                         |              | Dalum, Västergötland |       | 57.893722, 13.447162 | 10164900470001 | Ladda upp en bild av detta fornminne      |
| Dalum 48:1              | Gravfält                    |              | Dalum, Västergötland |       | 57.895169, 13.451592 | 10164900480001 | Ladda upp en bild av detta fornminne      |
| Dalum 49:1              | Stenkrets                   |              | Dalum, Västergötland |       | 57.897341, 13.460033 | 10164900490001 | Ladda upp en bild av detta fornminne      |
| Dalum 49:2              | Grav markerad av sten/block |              | Dalum, Västergötland |       | 57.896977, 13.460998 | 10164900490002 | Ladda upp en bild av detta fornminne      |
| Dalum 49:3              | Grav markerad av sten/block |              | Dalum, Västergötland |       | 57.897091, 13.461079 | 10164900490003 | Ladda upp en bild av detta fornminne      |
| Dalum 49:4              | Grav markerad av sten/block |              | Dalum, Västergötland |       | 57.897079, 13.460800 | 10164900490004 | Ladda upp en bild av detta fornminne      |
| Dalum 49:5              | Grav markerad av sten/block |              | Dalum, Västergötland |       | 57.897212, 13.459966 | 10164900490005 | Ladda upp en bild av detta fornminne      |
| Dalum 49:6              | Grav markerad av sten/block |              | Dalum, Västergötland |       | 57.897398, 13.459862 | 10164900490006 | Ladda upp en bild av detta fornminne      |
| Sillesten (Dalum 50:1)  | Grav markerad av sten/block |              | Dalum, Västergötland |       | 57.897581, 13.461549 | 10164900500001 | Ladda upp en bild av detta fornminne      |
| Sillesten (Dalum 50:3)  | Stensättning                |              | Dalum, Västergötland |       | 57.897489, 13.460831 | 10164900500003 | Ladda upp en bild av detta fornminne      |
| Boakullen (Dalum 52:1)  | Stensättning                |              | Dalum, Västergötland |       | 57.883708, 13.455646 | 10164900520001 | Ladda upp en bild av detta fornminne      |
| Dalum 53:1              | Runristning                 |              | Dalum, Västergötland |       | 57.890671, 13.464657 | 10164900530001 | Ladda upp en till bild av detta fornminne |
| Dalum 54:1              | Röse                        |              | Dalum, Västergötland |       | 57.881783, 13.477414 | 10164900540001 | Ladda upp en bild av detta fornminne      |
| Dalum 60:1              | Stensättning                |              | Dalum, Västergötland |       | 57.904745, 13.478529 | 10164900600001 | Ladda upp en bild av detta fornminne      |
| Dalum 63:1              | Gravfält                    |              | Dalum, Västergötland |       | 57.908844, 13.467633 | 10164900630001 | Ladda upp en bild av detta fornminne      |
| Dalum 66:1              | Hällristning                |              | Dalum, Västergötland |       | 57.902703, 13.436093 | 10164900660001 | Ladda upp en bild av detta fornminne      |
| Dalum 68:1              | Hällristning                |              | Dalum, Västergötland |       | 57.900230, 13.452980 | 10164900680001 | Ladda upp en bild av detta fornminne      |
| Dalum 69:1              | Hällristning                |              | Dalum, Västergötland |       | 57.901571, 13.451019 | 10164900690001 | Ladda upp en bild av detta fornminne      |
| Dalum 72:1              | Hällristning                |              | Dalum, Västergötland |       | 57.909054, 13.461263 | 10164900720001 | Ladda upp en bild av detta fornminne      |
| Dalum 74:1              | Stensättning                |              | Dalum, Västergötland |       | 57.903413, 13.491422 | 10164900740001 | Ladda upp en bild av detta fornminne      |
| Dalum 77:1              | Hög                         |              | Dalum, Västergötland |       | 57.910694, 13.489506 | 10164900770001 | Ladda upp en bild av detta fornminne      |
| Dalum 80:1              | Stensättning                |              | Dalum, Västergötland |       | 57.896336, 13.483715 | 10164900800001 | Ladda upp en bild av detta fornminne      |
| Dalum 83:1              | Röse                        |              | Dalum, Västergötland |       | 57.878393, 13.469102 | 10164900830001 | Ladda upp en bild av detta fornminne      |
| Dalum 84:1              | Stensättning                |              | Dalum, Västergötland |       | 57.879262, 13.468304 | 10164900840001 | Ladda upp en bild av detta fornminne      |
| Dalum 85:1              | Stensättning                |              | Dalum, Västergötland |       | 57.880844, 13.469372 | 10164900850001 | Ladda upp en bild av detta fornminne      |
| Dalum 86:1              | Stensättning                |              | Dalum, Västergötland |       | 57.882864, 13.458100 | 10164900860001 | Ladda upp en bild av detta fornminne      |
| Dalum 87:1              | Hällristning                |              | Dalum, Västergötland |       | 57.884883, 13.462694 | 10164900870001 | Ladda upp en bild av detta fornminne      |
| Dalum 89:1              | Hög                         |              | Dalum, Västergötland |       | 57.880858, 13.452830 | 10164900890001 | Ladda upp en bild av detta fornminne      |
| Dalum 93:1              | Stensättning                |              | Dalum, Västergötland |       | 57.900684, 13.446425 | 10164900930001 | Ladda upp en bild av detta fornminne      |
| Dalum 95:1              | Röse                        |              | Dalum, Västergötland |       | 57.897266, 13.447716 | 10164900950001 | Ladda upp en bild av detta fornminne      |
| Dalum 99:1              | Hällristning                |              | Dalum, Västergötland |       | 57.908516, 13.457919 | 10164900990001 | Ladda upp en bild av detta fornminne      |
| Dalum 100:1             | Stensättning                |              | Dalum, Västergötland |       | 57.910872, 13.468808 | 10164901000001 | Ladda upp en bild av detta fornminne      |
| Dalum 101:1             | Röse                        |              | Dalum, Västergötland |       | 57.901361, 13.514874 | 10164901010001 | Ladda upp en bild av detta fornminne      |
| Dalum 102:1             | Hällristning                |              | Dalum, Västergötland |       | 57.900720, 13.520450 | 10164901020001 | Ladda upp en bild av detta fornminne      |
| Dalum 111:1             | Hög                         |              | Dalum, Västergötland |       | 57.893925, 13.437244 | 10164901110001 | Ladda upp en bild av detta fornminne      |
| Dalum 117:1             | Hällristning                |              | Dalum, Västergötland |       | 57.901535, 13.448039 | 10164901170001 | Ladda upp en bild av detta fornminne      |
| Dalum 120:1             | Stensättning                |              | Dalum, Västergötland |       | 57.891311, 13.517986 | 10164901200001 | Ladda upp en bild av detta fornminne      |
| Dalum 126:1             | Stenkrets                   |              | Dalum, Västergötland |       | 57.893467, 13.445658 | 10164901260001 | Ladda upp en bild av detta fornminne      |
| Eldskär (Dalum 128:1)   | Stensättning                |              | Dalum, Västergötland |       | 57.908905, 13.475486 | 10164901280001 | Ladda upp en bild av detta fornminne      |
| Dalum 141               | Stensättning                |              | Dalum, Västergötland |       | 57.898214, 13.444279 | 12000000040866 | Ladda upp en bild av detta fornminne      |
| Blidsberg 63:2          | Stenkrets                   |              | Dalum, Västergötland |       | 57.908455, 13.474238 | 10163200630002 | Ladda upp en bild av detta fornminne      |
| dalum 142               | Stensättning                |              | Dalum, Västergötland |       | 57.896904, 13.445874 | 12000000041234 | Ladda upp en bild av detta fornminne      |